# Aleksandar Radosavljević
Aleksandar Radosavljević (Kranj, RFS de Yugoslavia, 25 de abril de 1979) es un exjugador y actual entrenador de fútbol esloveno de ascendencia montenegrina. En su etapa como jugador profesional se desempeñaba como centrocampista. Actualmente es entrenador del FC Koper de la Primera Liga de Eslovenia.

## Selección nacional
Fue internacional con la selección de fútbol de Eslovenia en 39 ocasiones y convirtió un gol.

### Participaciones en Copas del Mundo
| Copa                           | Sede      | Resultado      | Partidos | Goles |
| ------------------------------ | --------- | -------------- | -------- | ----- |
| Copa Mundial de Fútbol de 2010 | Sudáfrica | Fase de grupos | 3        | 0     |

## Equipos

### Como jugador
| Equipo                | País         | Año       |
| --------------------- | ------------ | --------- |
| Triglav Kranj         | Eslovenia    | 1998-1999 |
| NK Celje              | Eslovenia    | 1999-2002 |
| FC Shinnik Yaroslavl  | Rusia        | 2002-2007 |
| → ND Mura 05 (cedido) | Eslovenia    | 2003-2004 |
| Tom Tomsk             | Rusia        | 2007-2009 |
| AE Larisa             | Grecia       | 2010      |
| ADO La Haya           | Países Bajos | 2010-2013 |
| → VVV-Venlo (cedido)  | Países Bajos | 2012-2013 |
| NK Olimpija           | Eslovenia    | 2013      |

### Como entrenador
| Equipo                           | País      | Año       |
| -------------------------------- | --------- | --------- |
| NK Olimpija (asistente)          | Eslovenia | 2014-2015 |
| NK Olimpija (interino)           | Eslovenia | 2015      |
| NK Celje (juvenil)               | Eslovenia | 2016-?    |
| Selección nacional sub-17        | Eslovenia | 2019      |
| Selección nacional sub-15/sub-16 | Eslovenia | 2019-2021 |
| Selección nacional sub-17        | Eslovenia | 2021-2022 |
| Selección nacional sub-16        | Eslovenia | 2022-2023 |
| Selección nacional sub-17        | Eslovenia | 2023      |
| FC Koper                         | Eslovenia | 2023-     |

## Palmarés

### Campeonatos nacionales
| Título           | Equipo               | País  | Año  |
| ---------------- | -------------------- | ----- | ---- |
| Primera División | FC Shinnik Yaroslavl | Rusia | 2007 |